# Abaetetuba (genre)
Cet article concerne le genre d'opilions. Pour la ville brésilienne, voir Abaetetuba.
Genre
Abaetetuba est un genre d'opilions eupnois de la famille des Sclerosomatidae.

## Distribution
Les espèces de ce genre sont endémiques du Brésil.

## Liste des espèces
Selon World Catalogue of Opiliones (05/05/2021) :
- Abaetetuba bahiensis (Mello-Leitão, 1931)
- Abaetetuba citrina (Pocock, 1903)
- Abaetetuba lisei Tourinho-Davis, 2004
- Abaetetuba luteipalpis (Roewer, 1910)
- Abaetetuba plaumanni (Roewer, 1953)

## Publication originale
- Tourinho-Davis, 2004 : « A new genus of Gagrellinae from Brazil, with a comparative study of some of the Southernmost tropical and subtropical South American species (Eupnoi, Sclerosomatidae, Gagrellinae). » Revista Ibérica de Aracnología, no 9, p. 157–177 (texte intégral).